# Sapperton (Derbyshire)
Sapperton – przysiółek w Anglii, w Derbyshire. Leży 8,9 km od miasta Uttoxeter, 17,3 km od miasta Derby i 191,1 km od Londynu. W latach 1870–1872 miejscowość liczyła 83 mieszkańców. Sapperton jest wspomniana w Domesday Book (1086) jako Sapertune.